# Ghostbusters (singolo)
Ghostbusters è un singolo del cantante statunitense Ray Parker Jr., pubblicato nel maggio 1984. Il singolo è la colonna sonora del film Ghostbusters - Acchiappafantasmi, di Ivan Reitman, con protagonisti Bill Murray e Dan Aykroyd.
Il brano raggiunse la vetta della classifica Billboard Hot 100 l'11 agosto 1984 e vi rimase per tre settimane. Inoltre ha raggiunto la posizione numero due in Inghilterra.

## Video musicale
Il videoclip, diretto dallo stesso regista Ivan Reitman, prodotto da Jeffrey Abelson e ideato da Keith Williams, rimase tra i più visti di MTV. Il video mostra Ray Parker cantare, e una ragazza spaventata, interpretata dalla modella e attrice Cindy Harrell, in una casa stregata fatta con dei neon colorati, ed è intervallato da spezzoni del film, e da numerosi cameo. Infatti, al ritornello Who ya gonna call? (in italiano, E chi chiamerai?), la risposta (Ghostbusters!) viene cantata a turno da Chevy Chase, Irene Cara, John Candy, Nickolas Ashford, Melissa Gilbert, Jeffrey Tambor, George Wendt, Al Franken, Danny DeVito, Carly Simon, Peter Falk e Teri Garr. Nell'ultima parte del video, Parker e i quattro acchiappafantasmi in divisa ballano per le strade di Times Square.

## Controversia
Huey Lewis citò Ray Parker per plagio affermando che gli aveva rubato la melodia da una sua canzone del 1983: I Want a New Drug. Ironicamente, Lewis aveva rinunciato a comporre la colonna sonora di questo film poiché impegnato in quella di Ritorno al futuro. Probabilmente Lewis ha scritto un primo abbozzo del brano e successivamente ne ha abbandonato la realizzazione (poiché era già impegnato con Ritorno al Futuro e con suo album di prossima uscita). La produzione del film, convinta della potenzialità del brano, ha ripreso l'abbozzo di Lewis, l'ha completato e l'ha fatto cantare a Ray Parker. Quindi più che di plagio si dovrebbe parlare di appropriazione indebita.
Molta anche la somiglianza con il brano Pop Muzik degli M del 1979.

## Cover
- Run DMC per il film Ghostbusters II
- The Rasmus
- Nine Inch Nails hanno eseguito un mashup fra Ghostbusters e Bad di Michael Jackson
- Mickael Turtle
- McFly
- NOFX
- Hoobastank
- Xentrix

## Tracce
7" Single Arista
1. Ghostbusters – 3:46
2. Ghostbusters (Instrumental) – 4:03

## Classifiche
| Chart (1984-1985)      | Peak position |
| ---------------------- | ------------- |
| Austria                | 8             |
| Francia                | 1 (5)         |
| Norvegia               | 2             |
| Svezia                 | 2             |
| Svizzera Singles Chart | 3             |